# ألكسندر رادوسافلييفيتش
ألكسندر رادوسافلييفيتش (بالإيطالية: Aleksandar Radosavljevič) (مواليد 25 أبريل 1979 في كراني) لاعب كرة قدم سلوفيني يلعب حاليا لصالح نادي لاريسا اليوناني.

## مسيرته الكروية
لعب ألكسندر رادوسافلييفيتش خلال مسيرته الاحترافية مع 9 أندية في ثمانية عشر موسمًا وسجل خلالها 38 هدفًا ضمن 361 مباراة. ولم يفز بأي موسم بالكأس أو بالدوري.
خاض ألكسندر رادوسافلييفيتش مسيرته مع تريغلاف كران ‏ في موسم 1998–99 لمدة موسم واحد، مشاركًا في 31 مباراة سجل خلالها هدفًا واحدًا. ثم انتقل إلى نادي تساليه في موسم 1999–00 واستمر معه طيلة ثلاثة مواسم، حيث شارك في 82 مباراة سجل خلالها 21 هدفًا. لينتقل بعدها إلى نادي شينيك ياروسلافل في عامي 2002-2004 في المرة الأولى ولمدة موسمين ثم في موسم 2004 واستمر معه طيلة ثلاثة مواسم، مشاركًا طوالها في 70 مباراة ولم يسجل أي هدف. ثم انتقل إلى نادي مورة ‏ في موسم 2003–04 لمدة موسم واحد، مشاركًا في 23 مباراة سجل خلالها 7 أهداف. هذا وانتقل لاحقًا إلى نادي توم تومسك في موسم 2007 واستمر معه طيلة ثلاثة مواسم، مشاركًا في 60 مباراة سجل خلالها 4 أهداف. ثم انتقل بعدها إلى نادي لاريسا في موسم 2009–10 لمدة موسم واحد، مشاركًا في 7 مباريات ولم يسجل أي هدف. ليعود وينتقل من جديد، لكن هذه المرة إلى نادي أدو دين هاغ في موسم 2010–11 ولمدة موسمين، مشاركًا في 53 مباراة سجل خلالها 4 أهداف. لينتقل بعدها إلى نادي في في في فينلو في موسم 2012–13 لمدة موسم واحد، مشاركًا في 27 مباراة سجل خلالها هدفًا واحدًا. ثم لعب في نادي أولمبيا ليوبليانا في موسم 2013–14 لمدة موسم واحد، مشاركًا في 8 مباريات ولم يسجل أي هدف.

## روابط خارجية
- ألكسندر رادوسافلييفيتش على موقع الاتحاد الدولي (مؤرشف)  (الإنجليزية)
- ألكسندر رادوسافلييفيتش على موقع قاعدة بيانات كرة القدم.إي يو (الإنجليزية)
- ألكسندر رادوسافلييفيتش على موقع ناشيونال فوتبول تيمز (الإنجليزية)
- ألكسندر رادوسافلييفيتش على موقع عالم كرة القدم.نت (الإنجليزية)